# Марич, Томислав
Томислав Марич (хорв. Tomislav Marić; 28 января 1973, Хайльбронн, ФРГ) — хорватский футболист и тренер, играл на позиции нападающего. Главный тренер словацкого футбольного клуба ДАК 1904.

## Клубная карьера
Начал играть в футбол в немецком Хайльбронне, в одноимённом клубе.
С 1996 по 2000 год играл за «Штутгартер Кикерс». В сезоне 1999/00 стал лучшим бомбардиром Второй Бундеслиги, забив 21 гол. После этого перешёл в «Вольфсбург», за который выступал до 2005 года.

## Карьера тренера
В сезоне 2008/09 Томислав Марич стал помощником главного тренера в «Хоффенхайме». А летом 2011 года устроился скаутом в футбольный клуб «Штутгарт». С января 2015 года до июня 2016 года Марич занимал должность главного тренера словацкого клуба ДАК 1904.

## Достижения
Штутгартер Кикерс
- Лучший бомбардир 2-й бундеслиги (1): 1999/00